# Bernard 74
Le Bernard 74 est un prototype d’avion militaire de l'entre-deux-guerres réalisé en France en 1931 par la Société des Avions Bernard.